# إميلي ريتشارد
إميلي ريتشارد (بالإنجليزية: Emily Richard)‏؛ هي ممثلة بريطانية، ولدت في 25 يناير 1948 بلندن في المملكة المتحدة.

## أعمال

### أفلام
- (1987) إمبراطورية الشمس[4]

## وصلات خارجية
- إميلي ريتشارد على موقع IMDb (الإنجليزية)
- إميلي ريتشارد على موقع ألو سيني (الفرنسية)
- إميلي ريتشارد على موقع أول موفي (الإنجليزية)
- إميلي ريتشارد على موقع قاعدة بيانات برودواي على الإنترنت (الإنجليزية)
- إميلي ريتشارد على موقع قاعدة بيانات الأفلام السويدية (السويدية)
- إميلي ريتشارد على موقع قاعدة بيانات الفيلم (الإنجليزية)
- إميلي ريتشارد على موقع كينوبويسك (الروسية)